# Wysoki Garb
Wysoki Garb (deutsch Auxkallen, 1938 bis 1945 Bergerode) ist ein Dorf in der polnischen Woiwodschaft Ermland-Masuren und gehört zur Landgemeinde Dubeninki (Dubeningken) im Powiat Gołdapski (Kreis Goldap).

## Geographische Lage
Wysoki Garb liegt 25 Kilometer östlich der Kreisstadt Gołdap und neun Kilometer östlich des zentralen Gemeindeortes Dubeninki im Süden der Woiwodschaftsstraße 651. Das Dorf war nur 300 Meter entfernt von der früheren Staatsgrenze zwischen dem Deutschen Reich und Polen, die hier heute der Grenze zwischen den Woiwodschaften Ermland-Masuren und Podlachien entspricht.

## Geschichte
Das im Jahre 1597 erstmals urkundlich erwähnte und damals Augstlaucken genannte Dorf bestand vor 1945 lediglich aus einigen kleinen Gehöften. Zwischen 1874 und 1945 gehörte Auxkallen (ab 3. Juni 1938: Bergerode) zum Amtsbezirk Loyen (ab 1939 Amtsbezirk „Loien“, heute polnisch: Łoje) im Kreis Goldap im Regierungsbezirk Gumbinnen (heute russisch: Gussew) in der preußischen Provinz Ostpreußen.
Im Jahre 1910 waren in Auxkallen 73 Einwohner registriert. Ihre Zahl stieg bis 1933 auf 85 und betrug 1939 noch 75.
In Folge des Zweiten Weltkrieges kam das seit 1939 Bergerode genannte Dorf zu Polen und ist heute eine Ortschaft innerhalb der Gmina Dubeninki im  Powiat Gołdapski der Woiwodschaft Ermland-Masuren (von 1975 bis 1998 Woiwodschaft Suwałki (Suwalken)).

## Kirche
Auxkallen war und Wysoki Garb ist kein Kirchdorf. Die Bevölkerung war – und ist – nach Dubeningken (Dubeninki) eingepfarrt. Bis 1945 lebte hier eine überwiegend evangelische Einwohnerschaft. Die Pfarrkirche in Dubeningken (1938–1945: Dubeningen) gehörte zum Kirchenkreis Goldap in der Kirchenprovinz Ostpreußen der Kirche der Altpreußischen Union. Die katholischen Kirchenglieder besuchten seit 1894 die katholische Kirche in Goldap.
Der Bezug nach Gołdap besteht heute für die evangelischen Einwohner, die gegenüber den Katholiken in der Minderheit sind. Die heute kleine evangelische Kirche in Gołdap ist Filialkirche der Pfarrei Suwałki (Suwalken) in der Diözese Masuren der Evangelisch-Augsburgischen Kirche in Polen. Die katholischen Kirchenglieder gehören jetzt nach Dubeninki, wo die seinerzeit evangelische Pfarrkirche nun die ihrige ist. Sie ist Teil des Dekanats Filipów im Bistum Ełk (Lyck) der Katholischen Kirche in Polen.

## Verkehr
Die Straßenverkehrsanbindung Wysoka Garbs erfolgt über einen Landweg, der bei Błąkały (Blindgallen) von der DW 651 abzweigt und über Maciejowięta (Matznorkehmen) nach Prawy Las führt. Eine Bahnanbindung besteht nicht mehr, seit die Bahnstrecke von Goldap nach Gumbinnen der Deutschen Reichsbahn bzw. Botkuny (Buttkuhnen) nach Pobłędzie (Pablindszen) der Polnischen Staatsbahn mit der Bahnstation Gollubien (polnisch: Golubie) außer Betrieb genommen wurde. Der nächste Flughafen ist der in Danzig (Gdańsk).